# Monstercat
La Monstercat (conosciuta anche come Monstercat Media) è un'etichetta discografica canadese indipendente creata a Vancouver, nella Columbia Britannica che si dedica alla ricerca e alla promozione di nuovi talenti nel settore della musica elettronica. Tra i generi più gettonati compaiono dubstep, house, electro house, drum and bass, Future Bass, drumstep, trance, hard dance e EDM. Essa è stata fondata nel 2011 da Mike Darlington e Ari Paunonen.

## Storia
Nel 2011, Mike Darlington (CEO) e Ari Paunonen (COO) creano Monstercat sotto forma di canale Youtube. Questo serviva come un intermezzo per gli amici dei due che permettesse di condividere e promuovere la loro musica. La prima canzone rilasciata sul canale fu "Dubstep Killed Rock'n'Roll", di Ephixa, e il primo album, intitolato "Launch Week", comprendeva sette artisti: Feint, Halo Nova (ora conosciuto come Varien), Stephen Walking, Ephixa, Neilio, Arion e Going Quantum. Gli album odierni ora comprendono più di 30 artisti con un numero maggiore di generi musicali.
Nel dicembre del 2011, Monstercat firmò con i Krewella, un gruppo musicale electro di Chicago, Illinois. "Killin'It" fu la prima canzone dell'allora trio ad essere rilasciata da una casa discografica. Monstercat promosse i Krewella attraverso campagne su diversi social media e contrattando con canali YouTube EDM su piattaforme più accessibili. La loro seconda canzone fu "This is Not the End", con i Pegboard Nerds. Fu pubblicata nel settembre 2013, ma venduta solo insieme al loro album d'esordio, "Get Wet", attraverso la Columbia Records.
Nel dicembre dell'anno dopo venne aperto il canale ufficiale su Twitch, dove, ancora oggi, ogni martedì dalle 22 alle 23 ospitano la live del Monstercat Podcast, nel quale rilasciano nuovi singoli, tracce inedite e simili. Durante il resto della settimana viene trasmessa la musica degli anni precedenti, 24/7. Ad oggi Monstercat ha inoltre rilasciato 29 album di circa 30 canzoni ciascuno (più due continuous mix). Il 29º, "Havoc", è stato pubblicato il 18 Novembre 2016.

## Lista Artisti
Questa è la lista degli artisti al momento ufficialmente inclusi nell'etichetta.
- 7 Minutes Dead
- Aaron Richards
- Able Heart
- Adam Young (Owl City)
- Aero Chord
- AgNO3
- Aiobahn
- Amidy
- Anevo
- Anjulie
- Anna Yvette
- Apriskah
- ARUNA
- Asking Alexandria
- Astronaut
- Atmozferas
- Au5
- Auratic
- Bad Computer
- Bear Grillz
- Bishu
- Bossfight
- Botnek
- Braken
- Brandyn Burnette
- Bustre
- Candyland
- Case & Point
- CloudNone
- Conro
- Crankdat
- Danyka Nadeau
- Darren Styles
- Delta Heavy
- Deon Custom
- Deorro
- Dogual
- Didrick
- Dillon Francis
- Dion Timmer
- Direct
- Dirty Audio
- Disero
- Draper
- DROELOE
- Droptek
- Duumu
- Dirtyphonics
- Dwilly
- Dyro
- Echos
- The Eden Project
- Ephixa
- Eptic
- Eminence
- Excision
- Exist Strategy
- Falcon Funk
- Flite
- F.O.O.L (Parte dei Falcon Funk)
- Feint
- Fractal
- FWLR
- Gammer
- Gareth Emery
- Gent & Jawns
- Getter
- Going Quantum
- Grabbitz
- Grant Bowtie
- Grant
- Habstrakt
- Half an Orange
- HALIENE
- Haywyre
- Hellberg
- Holly
- Hush
- Hyper Potions
- Infected Mushroom
- Intercom
- Inverness
- I See Monstas
- Jay Cosmic
- Julian Calor
- Julius Dresig
- Jupe
- Justin Oh
- Karma Fields
- Kayzo
- Keepsake
- Kill Paris
- Kill The Noise
- Knife Party
- Koven
- Krewella
- KUURO
- Laszlo
- Laura Brehm
- Lil Hank
- Lookas
- Loosid
- LVTHER (Alias di TwoThirds)
- Machind Age
- Marshmello
- Matroda
- Matt Van
- Memtrix
- Midoca
- Modestep
- Mr FijiWiji
- Murdock
- Muzzy
- Mylk
- Myrne
- nanobii
- Neilio
- NGHTMR
- Nick Smith
- Nigel Good
- Nitro Fun
- Noisestorm
- Nonsens
- Notaker
- Oliverse
- Ookay
- Pixel Terror
- PIXL
- PYLOT
- Pegboard Nerds
- Project 46
- Protostar
- Puppet
- Ragga Twins
- Rameses B
- Razihel
- Reach
- Rezonate
- RICCI
- Rich Edwards
- Richard Caddock
- Riot
- Rogue
- Rootkit
- Ryckyxsan
- San Holo
- Savoi
- Savoy
- SCNDL
- Seven Lions
- Skyelle
- SLANDER
- Slippy (Nuovo nome di Slip & Slurs)
- Slumberjack
- Slushii
- SMLE
- Snails
- Snareskin
- Snavs
- Soulero
- Soulji
- Sound Remedy
- Soupandreas
- Spag Heddy
- Stephen
- Stephen Walking
- Stonebank
- Subtact
- Sullivan King
- Summer Was Fun (Alias di DotEXE)
- Tails
- Taska Black
- Teddy Killerz
- Televisor
- The Bloody Betroots
- TheFatRat
- The Night
- Timmy Trumpet
- Tisoki
- Tony Romera
- Topi
- Tokyo Machine
- Tristam
- Trivecta
- Tut Tut Child
- Unlike Pluto
- Varien
- Vicetone
- Vin
- Volant
- Vorso
- Will Sparks
- WRLD
- Xilent
- Zatox

## Artisti Precedenti
Questa è la lista degli artisti che hanno pubblicato tracce con Monstercat, ma che hanno lasciato l'etichetta.
- 1UP
- 23
- Archie
- Arion
- AZEDIA
- Chris Ramos
- Day One
- DotEXE (Ora Summer Was Fun)
- Dzeko & Torres
- Favright
- Halo Nova (Ora Varien)
- Hot Date!
- I.Y.F.F.E
- Ilan Bluestone
- Insan3lik3
- Lets Be Friends
- Matduke
- Mitchell Claxton
- Obsidia
- Overwerk
- Rundfunk (Ora sciolti, parte dei Televisor)
- Skifonix
- Stereotronique
- Teqq
- Throttle
- TVDS (Ora Atmozferas)
- TwoThirds (Ora LVTHER)
- Virtual Riot
- yh